# Ralph Stelzer
Ralph H. Stelzer (* 5. Juni 1953 in Radebeul) ist ein deutscher Maschinenbauingenieur und Professor an der Technischen Universität Dresden.

## Leben und Wirken
Stelzer studierte an der TU Dresden von 1974 bis 1978 Maschinenbau mit der Vertiefung Konstruktion. Gleich nach dem Diplom arbeitete er am dortigen Lehrstuhl für Rechnergestützte Konstruktion als Assistent. Dem folgte 1982/1983 eine Zeit als wissenschaftlicher Mitarbeiter im Kupplungswerk Dresden. 1983 wurde Stelzer an der TU Dresden promoviert.
Von 1983 bis 1990 war er Gruppenleiter CAD im Druckmaschinenwerk Planeta in Radebeul; 1987 stieg er dort zum Hauptabteilungsleiter Technische Dienste auf. 1988 wurde ihm die Promotion B verliehen.
Ab 1990 arbeitete Stelzer für die Eigner + Partner AG, deren Leiter des CAD Competence Centers in Dresden er bis 1998 war. Gleichzeitig war er dort von 1997 bis 1998 Mitglied des Aufsichtsrats, von 1999 bis 2000 folgte eine Zeit als Vorstand Entwicklung.
Seit 2001 ist Stelzer an der TU Dresden Professor für Konstruktionstechnik/CAD am Institut für Maschinenelemente und Maschinenkonstruktion innerhalb der Fakultät Maschinenwesen; er leitet dazu seit 2006 das Zentrum Virtueller Maschinenbau. Er ist Sprecher für den Bereich Ingenieurwissenschaften und seit 2012 Dekan der Fakultät Maschinenwesen.
Im Jahr 2011 erhielt er den Preis für Innovation in der Lehre der Fakultät Maschinenwesen.
Stelzer veröffentlichte mehrere Bücher u. a. mit Martin Eigner zum Thema Produktdatenmanagement-Systeme bzw. Product-Lifecycle-Management, aber auch zu CAD- bzw. CIM-Themen.

## Schriften
- zusammen mit Martin Eigner: Produktdatenmanagement-Systeme: ein Leitfaden für product development und Life-cycle-Management. Springer, 2001, ISBN 3-540-66870-5.
- zusammen mit Wolfgang Steger: SolidWorks: Grundlagen der Modellierung und des Programmierens. 1. Auflage. Pearson Studium, München 2009, ISBN 978-3-8273-7367-0.
- zusammen mit Martin Eigner: Product Lifecycle Management – Ein Leitfaden für Product Development und Life Cycle Management. 2. Auflage. Springer, Berlin/Heidelberg 2009, ISBN 978-3-540-44373-5.